# Спутниковский сельсовет
Спутниковский сельсовет — сельское поселение в Светлинском районе Оренбургской области Российской Федерации.
Административный центр — посёлок Первомайский.

## История
Статус и границы сельского поселения установлены Законом Оренбургской области от 2 сентября 2004 года № 1424/211-III-ОЗ «О наделении муниципальных образований Оренбургской области статусом муниципального района, городского округа, городского поселения, установлении и изменении границ муниципальных образований».

## Население
| 2010 | 2012 | 2013 | 2014 | 2015 | 2016 | 2017 |
| ---- | ---- | ---- | ---- | ---- | ---- | ---- |
| 598  | ↘563 | ↘531 | ↘493 | ↘470 | ↘412 | ↘409 |
| 2018 | 2019 | 2020 | 2021 |      |      |      |
| ↘404 | ↘369 | ↘352 | ↘341 |      |      |      |

## Состав сельского поселения
| № | Населённый пункт | Тип населённого пункта          | Население |
| - | ---------------- | ------------------------------- | --------- |
| 1 | Первомайский     | посёлок, административный центр | 532       |
| 2 | Полевой          | посёлок                         | 66        |